# Гайнц Штрель
Гайнц Штрель (нім. Heinz Strehl, нар. 20 липня 1938, Кальхройт — пом. 11 серпня 1986, Кальхройт) — німецький футболіст, що грав на позиції нападника.
Протягом усієї кар'єри виступав за «Нюрнберг», у складі якого став дворазовим чемпіоном Німеччини та володарем Кубка Німеччини, також провів чотири гри за національну збірну Німеччини.

## Клубна кар'єра
Народився 20 липня 1938 року в місті Кальхройт, неподалік від Нюрнберга. Вихованець футбольної школи клубу TSV Gleißhammer.
У сезоні 1958/59 став гравцем «Нюрнберга» і незабаром став регулярно з'являтися в основі. Уже у своєму другому сезоні 1959/60 він став найкращим бомбардиром у чемпіонаті з 30 голами в 28 матчах, а наступного року в фіналі чемпіонату ФРН 24 червня 1961 проти «Боруссії» (Дортмунд) Штрель забив на 67-й хвилині останній третій гол і приніс «Нюрнбергу» чемпіонство.
У наступному сезоні 1961/62 Штрель з клубом виграв перший для них повоєнний Кубок ФРН, здолавши в фіналі в додатковий час «Фортуну» (Дюссельдорф) (2:1). У тому ж сезоні команда дійшла до чвертьфіналу Кубка європейських чемпіонів, а Штрель, разом з ще чотирма гравцями, які теж забили 7 голів, став найкращим бомбардиром турніру.
1968 року Штрель з командою виборов другий титул чемпіона Німеччини і перший в умовах єдиного чемпіонату («Бундесліги»), утвореного 1963 року. Проте вже в наступному сезоні команда зайняла 17 місце і вилетіла з Бундесліги.
Зазнавши травми меніска в 1970 році, Штрель пішов з професійного футболу у віці 32 років.

## Виступи за збірну

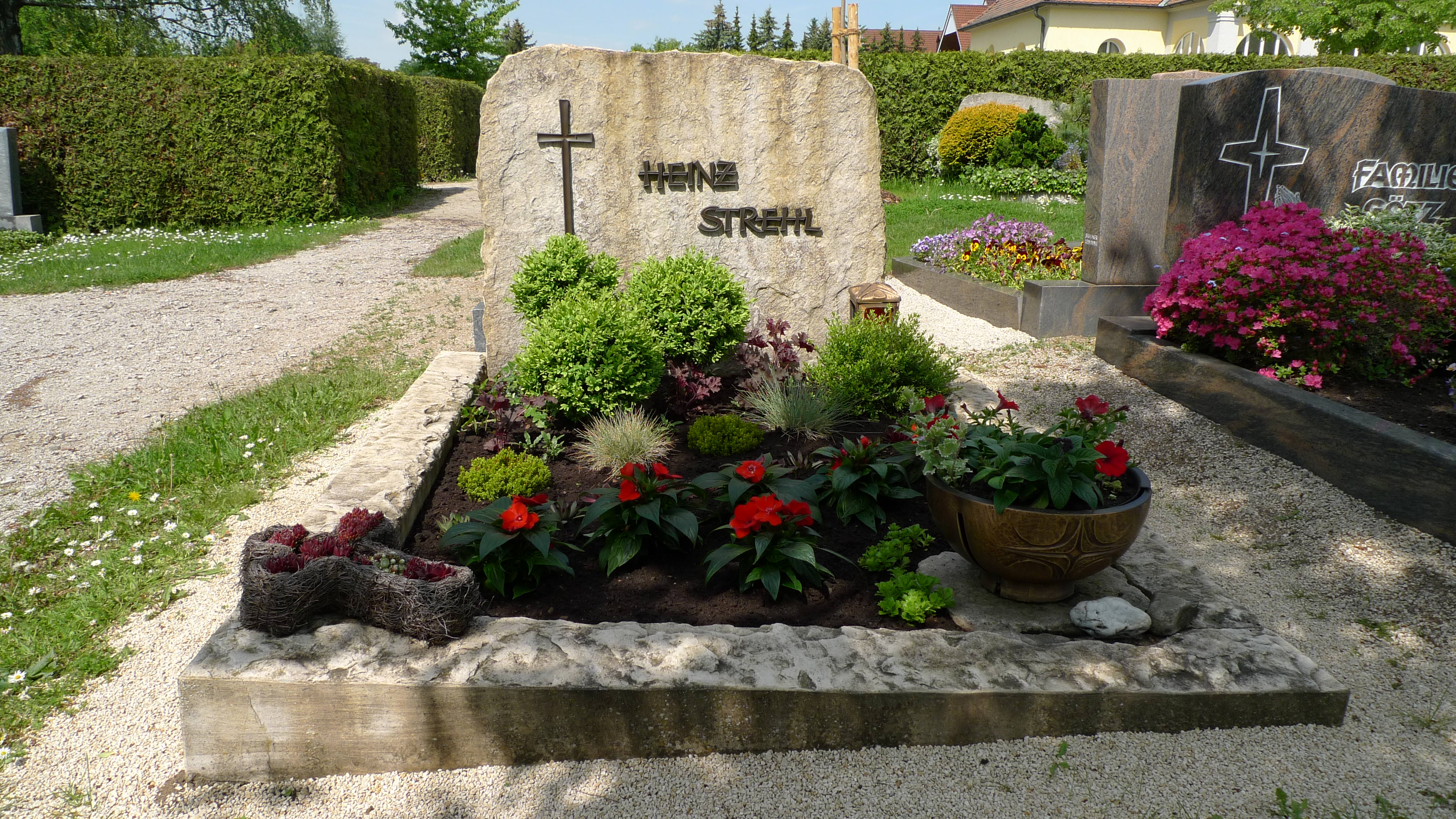
Могила Гайнца Штреля у рідному містечку Кальхройт.

30 вересня 1962 року дебютував в офіційних матчах у складі національної збірної Німеччини в грі проти збірної Югославії, що проходила у Загребі і завершилася з рахунком 3:2. Штрель забив усі три голи у ворота суперника. Того ж року в складі збірної був учасником чемпіонату світу 1962 року у Чилі, де команда дійшла до чвертьфіналу, проте Штрель жодного разу на полі не з'явився.
Проте закріпитися в збірній Гайнц так і не зміг, позаяк основним форвардом збірної був Уве Зеелер, а заміни до 1968 року в футболі не використовувались. Тому Штрель протягом кар'єри у національній команді провів у формі головної команди країни лише 4 матчі, забивши 4 голи.
Помер 11 серпня 1986 року на 49-му році життя в рідному Кальхройті від серцевої недостатності.

## Статистика

### Клубна
| Чемпіонат | Чемпіонат  | Чемпіонат    | Ліга | Ліга |
| Сезон     | Клуб       | Ліга         | Ігри | Голи |
| Німеччина | Німеччина  | Німеччина    | Ліга | Ліга |
| --------- | ---------- | ------------ | ---- | ---- |
| 1960-61   | «Нюрнберг» | Оберліга     | 28   | 22   |
| 1961-62   | «Нюрнберг» | Оберліга     | 21   | 12   |
| 1962-63   | «Нюрнберг» | Оберліга     | 29   | 15   |
| 1963-64   | «Нюрнберг» | Бундесліга   | 30   | 16   |
| 1964-65   | «Нюрнберг» | Бундесліга   | 30   | 15   |
| 1965-66   | «Нюрнберг» | Бундесліга   | 30   | 12   |
| 1966-67   | «Нюрнберг» | Бундесліга   | 31   | 10   |
| 1967-68   | «Нюрнберг» | Бундесліга   | 33   | 18   |
| 1968-69   | «Нюрнберг» | Бундесліга   | 20   | 5    |
| 1969-70   | «Нюрнберг» | Регіоналліга | 9    | 2    |
| Країна    | Німеччина  | Німеччина    | 261  | 127  |
| Всього    | Всього     | Всього       | 261  | 127  |

### Збірна
| Збірна Німеччини | Збірна Німеччини | Збірна Німеччини |
| Роки             | Ігри             | Голи             |
| ---------------- | ---------------- | ---------------- |
| 1962             | 2                | 3                |
| 1963             | 1                | 0                |
| 1964             | 0                | 0                |
| 1965             | 1                | 1                |
| Всього           | 4                | 4                |

## Титули і досягнення

### Командні
- Чемпіон Німеччини (2):

«Нюрнберг»: 1961, 1967-68
- Володар Кубка Німеччини (1):

«Нюрнберг»: 1962

### Особисті
- Найкращий бомбардири Кубка європейських чемпіонів: 1961-62 (7 голів[3])